# Chiesa di Santa Lucia (Faicchio)
La chiesa di Santa Lucia è una architettura religiosa sita nel comune di Faicchio.
La chiesa è conosciuta anche come "chiesa dei Sette Dolori", in quanto vi aveva sede l'omonima congrega.

## Storia
L'edificio fu costruito per volontà della Congrega dei Sette Dolori, una pia unione sorta a Faicchio per volere del canonico Domenico Antonio Petrucci, che sul finire del 1600, ottenne le prime bolle per dar vita alla congrega. Ma fu solo nel 1727 che il vescovo di Cerreto, Mons. Francesco Baccari, diede l'assenso per l'erezione della Congrega, nel vicino oratorio di san Giorgio. In quell'anno la chiesa di Santa Lucia era già in costruzione, con offerte del popolo e dei congregati, su un suolo concesso dalla Collegiata di Santa Maria Assunta. La chiesa venne eretta a poca distanza dal vecchio e decaduto oratorio di S. Luciella, a cui era annesso l'antico ospedale, alle spalle dell'oratorio di San Giorgio e a destra della decaduta chiesa di Sant'Apollinare.
La Chiesa venne completata e benedetta, con cerimonia solenne, l'8 Dicembre 1727.

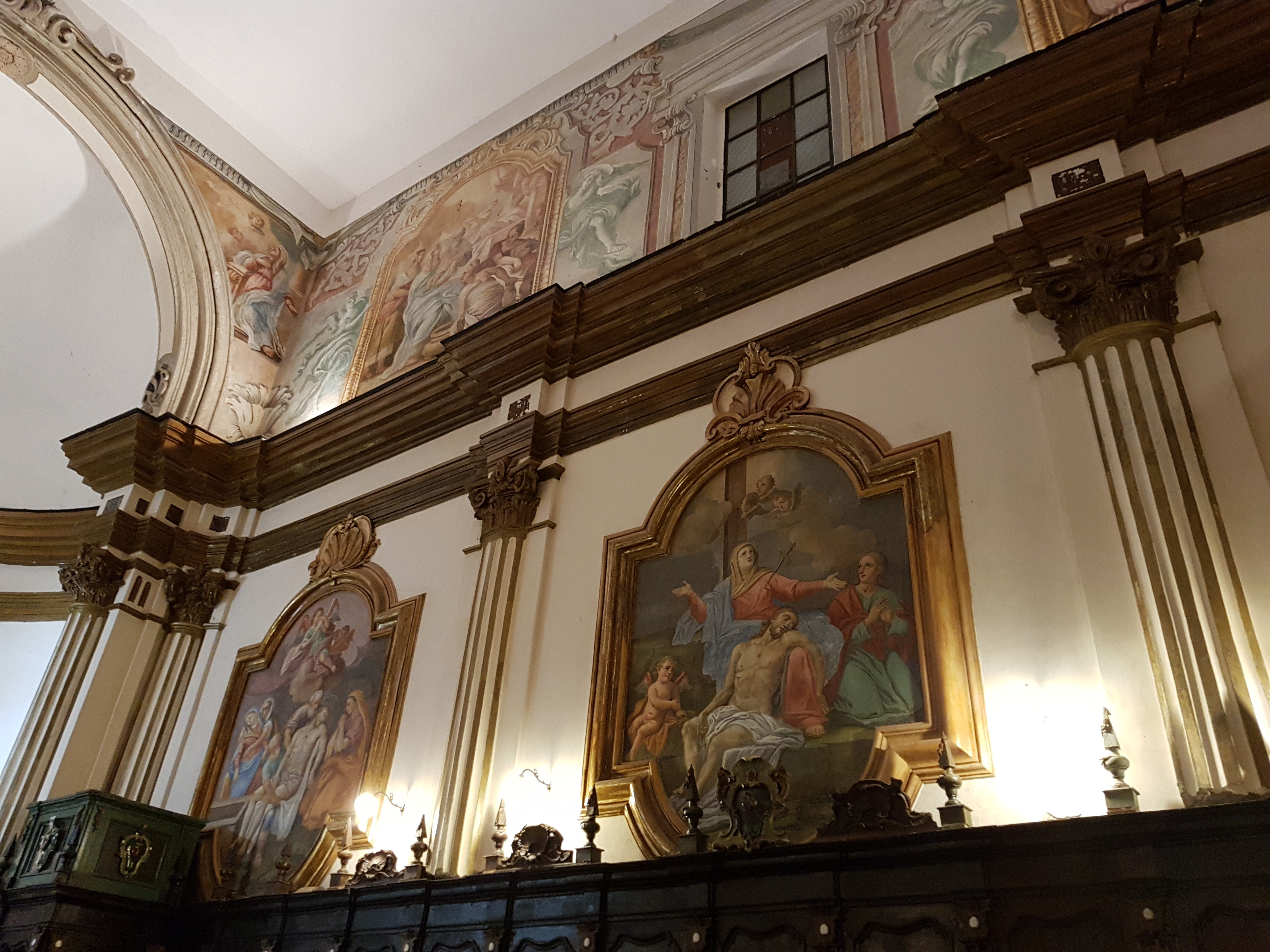
Interno della Chiesa

Un intervento di restauro è stato effettuato nel 1978.
Dal 30 dicembre 2013 al febbraio 2016, ha ospitato la maggior parte delle celebrazioni e funzioni religiose della Parrocchia Santa Maria Assunta di Faicchio, in quanto il sisma del 29 dicembre 2013 aveva reso inagibili le altre chiese del centro storico di Faicchio (la Collegiata di S. Maria Assunta, la chiesa di San Giovanni e la chiesa S. Maria del Carmelo).

## Descrizione
L'edificio è ubicato in via Sette Dolori, al limite del centro storico di Faicchio.
La chiesa è a navata unica e presenta una facciata semplice con due coppie di lesene che delimitano una nicchia ciascuno.
La facciata posteriore, (quella che si affaccia sull'attuale via S. Lucia) è realizzata in pietra e tufo locale.
Lungo le pareti laterali si trovano sei maestosi affreschi, raffiguranti i dolori della Vergine Maria e gli stalli del coro in legno intarsiato (opera dello scultore Pasquale Pece da Rocca Romana). Nel 1867 venne posto sopra la porta d'ingresso della chiesa, la raffigurazione del quarto dolore, che mancava tra gli affreschi della chiesa, donato dal signor Andrea Palmieri di Faicchio. Tra le statue presenti in chiesa si annoverano: una statua della Madonna Addolorata (opera dell'artista cerretese Silvestro Iacobelli eseguita nel 1756), un Cristo morto della scuola napoletana (posto in una teca sotto l'altare), Sant'Antonio da Padova, San Raffaele Arcangelo e la statua di santa Lucia (opera dello scultore napoletano Antonio Tafuri, risalente al 1810) che, come vuole la tradizione popolare, viene portata in processione la prima domenica di agosto.
Anticamente alla chiesa era annesso anche un cimitero.